# Weenatunnel

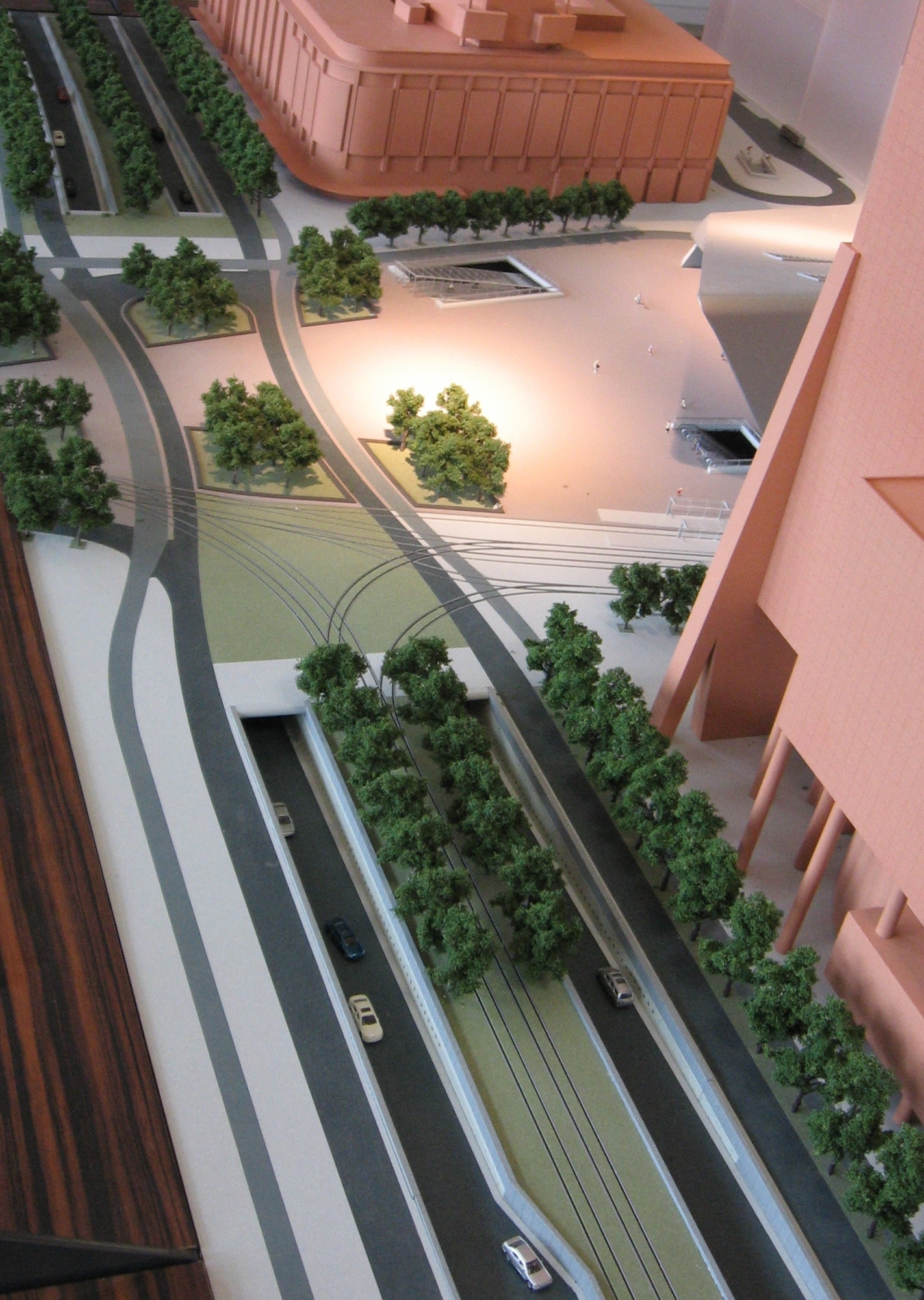
De Weenatunnel op een maquette

De Weenatunnel is een verkeerstunnel in het centrum van Rotterdam, onderdeel van het Weena. De onderdoorgang is gelegen tussen het Stationsplein/Kruisplein voor het station Rotterdam Centraal. De tunnel is 350 meter lang, en maakt deel uit van de stadsroute S100 Centrumring.
In het kader van het project Rotterdam Centraal (de bouw van een nieuwe openbaarvervoerterminal en de herinrichting van het Stationsplein) werd een tweede autotunnel aangelegd. De uitvoering van het project is gestart in juni 2006 en werd oktober 2009 opgeleverd. Er wordt anno 2014 een afslag naar de ondergrondse parkeergarage onder het Kruisplein gerealiseerd.